# Dennis Probst
Dennis Probst (* 11. Oktober 1978 in Mainz) ist ein ehemaliger deutscher Fußballspieler.  
Probst begann das Fußballspielen bei 1817 Mainz. Er spielte von 1997 bis 2005 beim 1. FSV Mainz 05. Er bestritt in dieser Zeit sieben Spiele (kein Tor) für die Profis und 203 (23 Tore) für die Amateure. Nach jeweils einem Jahr bei Preußen Münster und dem FSV Frankfurt unterschrieb er bei Wormatia Worms. Zu Beginn der Saison 2009/10 wechselte er in die Verbandsliga Südwest zum SV Gonsenheim, bei dem er 2011 seine Karriere beendete.

## Vereine
- 07/1997–06/2005 1. FSV Mainz 05
- 07/2005–06/2006 Preußen Münster
- 07/2006–06/2007 FSV Frankfurt
- 07/2007–06/2009 Wormatia Worms
- 07/2009–06/2011  SV Gonsenheim

## Statistik
- 7 Zweitligaspiele für Mainz 05
- 84 Regionalligaspiele für Preußen Münster und Mainz 05 II[2]